# Harumi Kori
Harumi Kori (郡 晴己 Kori Harumi?), född 17 augusti 1953, är en japansk före detta fotbollsspelare och tränare.
Kori har tränat J1 League-klubbar, Vissel Kobe (Kawasaki Steel).